# Nils-Olof Berggren
Nils-Olof Wilhelm Berggren, född 2 oktober 1940 i Stockholm, död 1 mars 2018, var en svensk jurist. Han var justitieombudsman 1999–2007.
Nils-Olof Berggren blev juris kandidat vid Uppsala universitet 1965 och gjorde därefter sin tingstjänstgöring i Gästriklands östra domsagas häradsrätt 1965–1967. Han utnämndes till fiskal i Svea hovrätt 1968, var vattenrättssekreterare i Österbygdens vattendomstol 1969–1971 och föredragande hos Justitieombudsmannen 1971–1973 samt 1974–1976. Han utnämndes till hovrättsassessor 1974, var föredragande i Justitieutskottet 1976–1980, sakkunnig i Justitiedepartementet 1980–1984 och byråchef hos Justitiekanslern 1984–1992. Nils-Olof Berggren utnämndes 1988 till hovrättsråd, var hovrättslagman i Hovrätten för Västra Sverige 1992–1999 och justitieombudsman 1999–2007.